# Primožič
Primožič je 90. najbolj pogost priimek v Sloveniji, ki ga je po podatkih Statističnega urada Republike Slovenije na dan 31. decembra 2007 uporabljalo 1.392 oseb, na dan 1. januarja 2010 pa 1.375 oseb ter je med vsemi najpogostejšimi priimki zasedal 93. mesto.  

## Znani nosilci priimka
- Ajda Primožič (*1986), scenografka
- Aljana Primožič Fridauer (*1954), karikaturistka in risarka
- Aljaž Primožič (*2001), pesnik in dramatik
- Anton Primožič (1855—1944), šolnik
- Edvard (Edo) Primožič (1928—1993), fotograf
- Emil Primožič (Primossi), slikar
- Franc Primožič (1915—1963), španski borec, partizanski poveljnik, diplomat
- Franc Primožič (1924—), telovadec, tankist Rdeče armade, planinec, stoltnik
- Gašper Primožič, harmonikar (koncertni)
- Ignac Primožič (*1953), arhitekt
- Ivan Primožič (1898—1971), slikar
- Jaka Primožič (*1998), kolesar
- Jana Primožič (*1963), političarka in ekonomistka
- Janez Primožič, več oseb
- Josip "Tošo" Primožič (1900—1985), telovadec, slikar in scenograf
- Jožef Primožič (1909—1974), politik
- Karlo Primožič (1939—2020), slovenski odvetnik in narodni delavec v Gorici
- Robert Primožič (1893—1943), operni pevec in režiser
- Stanislav Primožič (*1954), farmacevt, univ. prof., direktor Agencije RS za zdravila...
- Štefan Primožič (1866—1907), učitelj, prvi vodja gluhonemnice v Ljubljani (surdopedagog)
- Tadeja Primožič (*1972), etnologinja in kulturna antropologinja
- Tilen Primožič, slovenski vaterpolist
- Tomaž Primožič, slovenski vaterpolist
- Urban Primožič, športni plezalec
- Uroš Primožič (*1966), harmonikar
- Valentin Primožič (1845—?), župnik
- Vid Primožič (*1936), narodnoprosvetni in politični delavec v Italiji (Sovodnje ob Soči...)
- Vito Primožič (*1961), zborovodja
- Zdravko Primožič, slovenski vaterpolist